# 1987 w muzyce
Wydarzenia muzyczne w 1987 roku.

## Wydarzenia
- 3 stycznia – Aretha Franklin zostaje pierwszą kobietą uhonorowaną w Rock and Roll Hall of Fame
- Marzec – powstał zespół Chłopcy z Placu Broni
- 7 marca – wydano na CD pięć albumów The Beatles: Please Please Me, With the Beatles, A Hard Day’s Night, Beatles for Sale i Help!
- 15 marca – zespół Lombard podczas dwóch koncertów w Nysie nagrywa album Live Hits 87
- 29 czerwca – pojawia się Whitney – drugi studyjny album Whitney Houston
- 21 lipca – ukazuje się pierwszy album zespołu Guns N’ Roses pt. Appetite for Destruction
- Z inicjatywy Krzysztofa Grabowskiego i Andrzeja Kozakiewicza powstał zespół Pidżama Porno
- 31 sierpnia – pojawia się album Bad album Michaela Jacksona
- Wrzesień – Michael Jackson wyrusza w trasę koncertową „Bad Tour”, która przyciągnęła 4,4 mln widzów
- Listopad – powstał polski zespół Ira
- 2 listopada:
  - zespół Modern Talking zawiesił działalność na 11 lat
  - Powstał niemiecki zespół Blue System, który założył członek duetu Modern Talking zaraz po rozpadzie
- Powstała grupa Alice in Chains
- Powstał zespół Nirvana
- Karierę rozpoczął 2Pac
- Powstał węgierski zespół Tormentor
- Powstał węgierski zespół Trio Stendhal
- Sebastian Bach dołączył do amerykańskiego zespołu Skid Row, obejmując funkcję wokalisty
- MC Hammer podbija rynek muzyczny pierwszą płytą w karierze Feel My Power

### Koncerty
- 10 i 11 lutego – Metallica, Katowice, Spodek[1]

## Urodzili się
- 7 stycznia – Sirusho, właśc. Siranusz Harutjunjan, ormiańska piosenkarka
- 18 stycznia – Żanar Dugałowa, kazachska piosenkarka
- 19 stycznia – Ashley Haynes, szwedzka piosenkarka i autorka tekstów, członkini zespołu The Mamas
- 23 stycznia
  - Teodora Andreewa, bułgarska modelka i piosenkarka
  - The Avener. francuski DJ i producent muzyczny
- 26 stycznia – Olson, niemiecki raper
- 27 stycznia
  - Lupe Fuentes, kolumbijska piosenkarka, tancerka i aktorka
  - Kenneth G, holenderski DJ i producent muzyczny
  - Katy Rose, amerykańska piosenkarka
- 31 stycznia – Marcus Mumford, brytyjski muzyk, kompozytor, wokalista, autor tekstów i multiinstrumentalista muzyk zespołu folk rockowego Mumford & Sons
- 1 lutego
  - Rem Digga, rosyjski raper
  - Josef Hedinger, amerykański piosenkarz, autor tekstów, kompozytor, producent muzyczny i multiinstrumentalista
- 2 lutego – Faydee, właśc. Fady Fatrouni, australijski piosenkarz, autor tekstów i producent muzyczny
- 3 lutego – Elvana Gjata, albańska piosenkarka i autorka tekstów
- 5 lutego – Darren Criss, amerykański aktor, piosenkarz i kompozytor
- 10 lutego
  - Poli Genowa, bułgarska piosenkarka
  - Yuja Wang, chińska pianistka
- 12 lutego – Lanberry, właśc. Małgorzata Uściłowska, polska piosenkarka, autorka tekstów i kompozytorka
- 14 lutego – Julija Sawiczewa, rosyjska piosenkarka i aktorka
- 16 lutego – Nicholas Petricca, amerykański piosenkarz, klawiszowiec i muzyk zespołu Walk the Moon
- 20 lutego
  - Matt Simons, amerykański piosenkarz i autor tekstów
- 1 marca – Kesha Sebert, amerykańska piosenkarka i autorka tekstów
- 3 marca – Kasia Moś, polska piosenkarka
- 6 marca – Ragnar Þórhallsson, islandzki piosenkarz, muzyk i gitarzysta zespołu Of Monsters and Men
- 7 marca – Eleni Fureira, grecka piosenkarka, aktorka, tancerka i projektantka mody
- 10 marca – Emeli Sandé, brytyjska piosenka
- 20 marca – Marcin Januszkiewicz, polski aktor, piosenkarz, autor tekstów i kompozytor
- 23 marca – MOTi, holenderski DJ i producent muzyczny
- 27 marca – Polina Gagarina, rosyjska piosenkarka, autorka tekstów, aktorka i modelka
- 31 marca
  - Seven Lions, amerykański DJ, producent muzyczny i multiinstrumentalista
  - Georg Listing, basista zespołu Tokio Hotel
- 2 kwietnia – Molly Smitten-Downes, brytyjska piosenkarka, autorka tekstów i kompozytorka
- 9 kwietnia
  - Jesse McCartney, amerykański piosenkarz, autor tekstów i aktor
  - Basen Murmu, indyjski piosenkarz (zm. 2020)
- 11 kwietnia
  - Lights, kanadyjska piosenkarka, autorka tekstów i kompozytorka
  - Joss Stone, angielska wokalistka soul, R&B
- 12 kwietnia – Brendon Urie, wokalista amerykańskiej grupy Panic! at the Disco
- 15 kwietnia
  - Iyaz, właśc. Keidran Kenmore Jones, piosenkarz i raper z Brytyjskich Wysp Dziewiczych
  - J Rand, amerykański piosenkarz, autor tekstów, aktor i tancerz
- 17 kwietnia – Jacqueline MacInnes Wood, kanadyjska aktorka, DJ-ka, piosenkarka i prezenterka telewizyjna
- 18 kwietnia
  - Samantha Jade, australijska piosenkarka, autorka tekstów, aktorka i modelka
  - Sandra Lyng, norweska piosenkarka
- 19 kwietnia – Daniel Schuhmacher, niemiecki piosenkarz
- 21 kwietnia – Anastasija Prychod´ko, ukraińska piosenkarka
- 23 kwietnia – Boaz Mauda, izraelski piosenkarz
- 24 kwietnia – Sharon Doorson, holenderska piosenkarka
- 26 kwietnia – Jon Henrik Fjällgren, szwedzki piosenkarz i muzyk
- 28 kwietnia
  - Robin Schulz, niemiecki DJ i producent muzyczny
  - Frank Ziegler, niemiecki aktor i piosenkarz
- 30 kwietnia – Raaban, szwedzki DJ i producent muzyczny
- 2 maja – Saara Aalto, fińska piosenkarka, autorka tekstów i aktorka dubbingowa
- 4 maja
  - Nastia Kamienskich, ukraińska piosenkarka
  - Daniel Nosewicz, polski kompozytor, aranżer, dyrygent i gitarzysta jazzowy
  - Anjeza Shahini, albańska piosenkarka
- 5 maja
  - Marija Šestić, bośniacka piosenkarka serbskiego pochodzenia
  - Masza Weber, rosyjska piosenkarka i aktorka
- 6 maja – Meek Mill, właśc. Robert RahMeek Williams, amerykański raper
- 8 maja – Andy Brown, brytyjski piosenkarz, członek zespołu Lawson
- 9 maja – Maria Machowska, polska skrzypaczka
- 16 maja – Can Bonomo, turecko-izraelski piosenkarz
- 17 maja – Ott Lepland, estoński piosenkarz
- 18 maja – Omnia, ukraiński DJ i producent muzyczny
- 24 maja – Damir Kedžo, chorwacki piosenkarz
- 26 maja
  - Ilona Sojda, polska piosenkarka
  - Tooji, właśc. Touraj Keshtkar, norweski piosenkarz, model i działacz społeczny
- 27 maja – Grzegorz Hyży, polski piosenkarz
- 31 maja – TyDi, właśc. Tyson Illingworth, australijski DJ i producent muzyczny
- 1 czerwca – Jenniffer Kae, niemiecka piosenkarka
- 2 czerwca
  - Matthew Koma, amerykański piosenkarz
  - Jerzy Fryderyk Wojciechowski, polski kompozytor, muzykolog, aranżer, skrzypek, pianista, pedagog, animator
- 4 czerwca – Mollie King, brytyjska piosenkarka i autorka tekstów, członkini zespołu The Saturdays
- 8 czerwca – Benny Cristo, czeski piosenkarz, autor tekstów, aktor i zawodnik ju-jitsu
- 10 czerwca – Dotter, właśc. Johanna Maria Jansson, szwedzka piosenkarka i autorka tekstów
- 11 czerwca – Didrik Solli-Tangen, norweski piosenkarz
- 13 czerwca – Gesaffelstein, francuski DJ i producent muzyczny
- 14 czerwca – Sebastian Fabijański, polski aktor, raper i freak fighter
- 17 czerwca
  - Anžej Dežan, słoweński piosenkarz
  - Kendrick Lamar, amerykański raper
  - Rob Uncles, amerykański piosenkarz, producent muzyczny, członek zespołu Lexington Bridge
- 19 czerwca – Miho Fukuhara, japońska piosenkarka
- 10 lipca – Ida Redig, szwedzka piosenkarka, autorka tekstów, aktorka i producentka muzyczna
- 12 lipca – Antek Smykiewicz, polski piosenkarz, autor tekstów i kompozytor
- 13 lipca – Eva Rivas, rosyjska piosenkarka ormiańskiego pochodzenia
- 14 lipca – Dan Reynolds, amerykański piosenkarz, autor tekstów i muzyk zespołu Imagine Dragons
- 15 lipca – Stanisław Drzewiecki, polski pianista i kompozytor
- 17 lipca
  - Jeremih, amerykański raper i producent muzyczny
  - Wankelmut, niemiecki DJ i producent muzyczny
- 18 lipca – Mikel Johnson, wokalista zespołu US5
- 20 lipca – Riky Rick, południowoafrykański raper, piosenkarz i autor tekstów (zm. 2022)
- 25 lipca
  - Alan Dawa Dolma, chińska piosenkarka i sopranistka
  - Jax Jones, brytyjski multiinstrumentalista, DJ, producent muzyczny i autor tekstów
- 26 lipca – Ewelina Saszenko, litewska piosenkarka jazzowa i popowa
- 28 lipca – Sewak Chanaghjan, rosyjsko-armeński piosenkarz i autor tekstów
- 9 sierpnia – Noonie Bao, szwedzka piosenkarka, autorka tekstów i producentka muzyczna
- 20 sierpnia – Kristína, słowacka piosenkarka popowa
- 24 sierpnia – Daichi Miura, japoński piosenkarz, autor tekstów, tancerz i choreograf
- 25 sierpnia – Amy Macdonald, brytyjska piosenkarka popowa i kompozytorka
- 1 września – Lia 74, niemiecka raperka pochodzenia ukraińskiego
- 2 września – Spencer Smith, perkusista amerykańskiego zespołu Panic! at the Disco
- 5 września – Feder, francuski DJ i producent muzyczny
- 8 września – Wiz Khalifa, amerykański raper
- 9 września
  - Afrojack, właśc. Nick Leonardus van de Wall, holenderski DJ i producent muzyczny
  - Milan Stanković, serbski piosenkarz
- 12 września – Huey, właśc. Lawrence Franks, Jr., amerykański raper (zm. 2020)
- 17 września – Nea, szwedzka piosenkarka i autorka tekstów południowoafrykańskiego pochodzenia
- 18 września – Luísa Sobral, portugalska piosenkarka, autorka tekstów i kompozytorka
- 19 września – bliźniaczki Dagmara i Martyna Melosik, polskie piosenkarki, autorki tekstów, kompozytorki i instrumentalistki
- 20 września – Jack Lawless, amerykański perkusista zespołu DNCE
- 21 września – Amir Tataloo, irański raper, piosenkarz i autor tekstów
- 28 września – Hilary Duff, amerykańska piosenkarka i aktorka
- 3 października – Starley, australijska piosenkarka i autorka tekstów
- 7 października
  - Liu Wei, chiński pianista
  - Lauren Mayberry, brytyjska piosenkarka, autorka tekstów i dziennikarka, członkini zespołu Chvrches
- 14 października – Paweł Wakarecy, polski pianista, finalista XVI Konkursu Chopinowskiego
- 15 października – Scoop DeVille, amerykański producent muzyczny
- 18 października – Zac Efron, amerykański aktor i piosenkarz
- 21 października – Dean Lewis, australijski  piosenkarz i autor tekstów
- 22 października – Donny Montell, litewski piosenkarz
- 23 października – Tom Searle, brytyjski muzyk rockowy, gitarzysta zespołu Architects (zm. 2016)
- 26 października – Valters Frīdenbergs, łotewski piosenkarz (zm. 2018)
- 28 października – Frank Ocean, amerykański piosenkarz, autor tekstów i raper
- 29 października
  - Fleur East, brytyjska piosenkarka
  - Tove Lo, szwedzka piosenkarka popowa
- 4 listopada – T.O.P, właśc. Choi Seung-hyun, południowokoreański raper, piosenkarz, tekściarz, producent muzyczny i aktor
- 5 listopada – Kevin Jonas, amerykański piosenkarz, gitarzysta, muzyk i aktor
- 8 listopada – Caroline Hjelt, szwedzka piosenkarka, członkini duetu Icona Pop
- 9 listopada – Zahara, południowoafrykańska piosenkarka i autorka tekstów (zm. 2023)
- 15 listopada – Tommy Trash, australijski DJ i producent muzyczny
- 24 listopada – Sabi, amerykańska piosenkarka, autorka tekstów, tancerka i aktorka
- 26 listopada
  - Kat DeLuna, amerykańska wokalistka, autorka tekstów muzycznych oraz tancerka pochodzenia dominikańskiego
  - Alex Diehl, niemiecki piosenkarz, muzyk i autor tekstów
- 29 listopada – Cashmere Cat, norweski DJ, producent muzyczny i muzyk
- 1 grudnia – Vance Joy, australijski piosenkarz
- 2 grudnia – Teairra Marí, amerykańska wokalistka R&B
- 3 grudnia – Erik Grönwall, szwedzki piosenkarz i autor tekstów
- 4 grudnia
  - Orlando Brown, amerykański aktor, piosenkarz i raper
  - Hugel, francuski DJ i producent muzyczny
- 5 grudnia – Marcin Zdunik, polski wiolonczelista
- 7 grudnia – Aaron Carter, amerykański piosenkarz i raper (zm. 2022)
- 9 grudnia – Uffie, właśc. Anna-Catherine Hartley, amerykańsko-francuska raperka, wokalistka i autorka tekstów
- 11 grudnia
  - Natalia Gordienko, mołdawska piosenkarka i tancerka
  - Tornike Kipiani, gruzińska piosenkarka
- 12 grudnia – Kate Todd, kanadyjska aktorka i piosenkarka
- 18 grudnia – Ayaka, japońska piosenkarka, autorka tekstów i producentka muzyczna
- 19 grudnia – Martin Almgren, szwedzki piosenkarz
- 26 grudnia – Carolina Eyck, niemiecka thereministka, kompozytorka i autorka pochodzenia serbołużyckiego

## Zmarli
- 3 stycznia – Konstantin Simieonow, radziecki dyrygent, Ludowy Artysta ZSRR (ur. 1910)
- 11 stycznia – Jan Prosnak, polski muzykolog (ur. 1904)
- 25 stycznia – Henry Krips, australijski dyrygent pochodzenia austriackiego (ur. 1912)
- 29 stycznia – Hiroaki Zakōji, japoński kompozytor i pianista (ur. 1958)
- 4 lutego – Liberace, amerykański artysta estradowy, pianista i showman (ur. 1919)
- 7 lutego – Claudio Villa, włoski piosenkarz (ur. 1926)
- 14 lutego – Dmitrij Kabalewski, rosyjski pianista i kompozytor (ur. 1904)
- 23 lutego – Zeca Afonso, portugalski piosenkarz folkowy i nauczyciel (ur. 1929)
- 3 marca – Danny Kaye, amerykański aktor filmowy i piosenkarz (ur. 1911)
- 12 marca – Antoni Szuniewicz, polski organista, kompozytor, dyrygent, chórmistrz i pedagog (ur. 1911)
- 20 marca – Rita Streich, niemiecka śpiewaczka operowa (sopran) (ur. 1920)
- 26 marca – Eugen Jochum, niemiecki dyrygent (ur. 1902)
- 2 kwietnia – Buddy Rich, amerykański perkusista jazzowy (ur. 1917)
- 14 kwietnia – Karl Höller, niemiecki kompozytor (ur. 1907)
- 3 maja – Dalida, piosenkarka pochodzenia włoskiego, która zrobiła karierę we Francji (ur. 1933)
- 14 maja – Rita Hayworth, amerykańska tancerka i gwiazda filmu (ur. 1918)
- 19 maja – Ryszard Bukowski, polski kompozytor, pedagog i publicysta (ur. 1916)
- 3 czerwca – Andrés Segovia, hiszpański gitarzysta, wirtuoz i popularyzator gitary klasycznej (ur. 1893)
- 22 czerwca – Fred Astaire, amerykański tancerz, aktor i piosenkarz (ur. 1899)
- 26 czerwca – Henk Badings, holenderski kompozytor awangardowy (ur. 1907)
- 30 czerwca – Federico Mompou, hiszpański kompozytor (ur. 1893)
- 6 lipca – Wacława Sakowicz, polska pianistka, kameralistka, pedagog (ur. 1896)
- 2 sierpnia – Alfred Tuček, jugosłowiański dyrygent, kompozytor i skrzypek (ur. 1904)
- 5 sierpnia – Zygmunt Mycielski, polski kompozytor, publicysta, pisarz i krytyk muzyczny (ur. 1907)
- 14 sierpnia – Vincent Persichetti, amerykański kompozytor muzyki poważnej (ur. 1915)
- 23 sierpnia – Siegfried Borris, niemiecki kompozytor, muzykolog i nauczyciel muzyki (ur. 1906)
- 3 września – Morton Feldman, amerykański kompozytor pochodzenia żydowskiego (ur. 1926)
- 4 września – Roman Jasiński, polski pianista, publicysta muzyczny i pedagog (ur. 1900)
- 5 września – Wolfgang Fortner, niemiecki kompozytor (ur. 1907)
- 11 września – Peter Tosh, jamajski pionier muzyki reggae (zamordowany) (ur. 1944)
- 21 września
  - Louis Kentner, węgiersko-brytyjski pianista (ur. 1905)
  - Jaco Pastorius, amerykański basista jazzowy (ur. 1951)
- 23 września – Bob Fosse, amerykański reżyser, choreograf, tancerz i aktor (ur. 1927)
- 30 września – Robert Schollum, austriacki kompozytor (ur. 1913)
- 2 października – Maria Ivogün, węgierska śpiewaczka operowa (sopran) (ur. 1891)
- 3 października – Hans Gál, austriacki kompozytor i muzykolog (ur. 1890)
- 14 października – Rodolfo Halffter, hiszpański kompozytor (ur. 1900)
- 19 października – Jacqueline du Pré, angielska wiolonczelistka (ur. 1945)
- 29 października – Woody Herman, amerykański klarnecista i saksofonista jazzowy (ur. 1913)
- 19 listopada – Clara Petrella, włoska śpiewaczka operowa (sopran) (ur. 1914)
- 23 listopada – Józef Beer, polski kompozytor operowy (ur. 1908)
- 10 grudnia – Slam Stewart, amerykański basista jazzowy (ur. 1914)
- 12 grudnia – Enrique Jorrín, kubański skrzypek, kompozytor i dyrygent; twórca tańca towarzyskiego cha-cha (ur. 1926)

## Albumy

### polskie
- Live – Elżbieta Adamiak i Andrzej Poniedzielski
- Armia – Armia
- Live – Michał Bajor
- Ucieczka do tropiku – Marek Biliński
- Ludzkie uczucia – Daab
- Kolaboracja – Dezerter
- Zemsta nietoperzy – Dżem
- Wiosna – ach to ty – Marek Grechuta
- Duchowa rewolucja  – Izrael
- Sztuka jest skarpetką kulawego – Kobranocka
- Dotyk chmur – Władysław Komendarek
- Motywacje – Korba
- Ostatni koncert – Krzak
- Posłuchaj to do ciebie – Kult
- Spokojnie – Kult
- O dwóch takich, co ukradli księżyc cz. 2 – Lady Pank
- Live Hits 87 – Lombard
- Kreacje – Lombard
- Kolorowy telewizor – Grzegorz Markowski
- The Blues Nightshift – Nocna Zmiana Bluesa
- Live April 1’1987 – Perfect
- List do świata – Pod Budą
- Subtelna gra – Krystyna Prońko
- Serce – Rezerwat
- Przeboje na „Trójkę” – Różni wykonawcy
- Aleja gwiazd – Zdzisława Sośnicka
- Undergrajdoł – Stan d’Art
- Europa i Azja – Sztywny Pal Azji
- Kawaleria Szatana – Turbo
- Ostatni wojownik – Turbo
- Urszula 3 – Urszula
- Koncert – Voo Voo
- Sno-powiązałka – Voo Voo

### zagraniczne
- Today – Perry Como
- Walking on a Rainbow – Blue System
- Like a Hurricane – C.C. Catch
- Kiss Me, Kiss Me, Kiss Me – The Cure
- Hysteria – Def Leppard
- Music for the Masses – Depeche Mode
- Greatest Hits – Depeche Mode
- Death Before Dishonour – The Exploited
- Appetite for Destruction – Guns N’ Roses
- Live at Winterland – Jimi Hendrix
- Whitney – Whitney Houston
- Bad – Michael Jackson
- In Concert Houston/Lyon – Jean-Michel Jarre
- Crazy Nights – KISS
- You Can Dance – Madonna
- Fighting the World – Manowar
- Clutching at Straws – Marillion
- Barcelona – Freddie Mercury & Montserrat Caballé (singel)
- Romantic Warriors – Modern Talking
- In the Garden of Venus – Modern Talking
- Go On – Mr. Mister
- Scum – Napalm Death
- Pain of Mind – Neurosis
- Sex Mad – Nomeansno
- The Lion and the Cobra – Sinéad O’Connor
- Islands – Mike Oldfield
- In Dreams: The Greatest Hits – Roy Orbison
- A Momentary Lapse of Reason – Pink Floyd
- Happy? – Public Image Ltd
- Hungarian Rhapsody: Queen Live in Budapest ’86 (VHS z koncertem) – Queen
- Bohemian Rhapsody (VHS z teledyskami) – Queen
- The Magic Years (potrójny VHS z dokumentem) – Queen
- The 2nd Album – Radiorama
- The Uplift Mofo Party Plan – Red Hot Chili Peppers
- Dance Passion – Roxette
- Surfing with the Alien – Joe Satriani
- Floodland – The Sisters of Mercy
- …Nothing Like the Sun – Sting
- The Joshua Tree – U2
- Radio K.A.O.S. – Roger Waters

## Muzyka poważna
- Powstała Chaconne Lukasa Fossa

## Film muzyczny
- 4 lipca – La Bamba

## Nagrody
- Konkurs Piosenki Eurowizji 1987
  - „Hold Me Now”, Johnny Logan
- 1 kwietnia, rozdanie „Mateuszy” Programu Trzeciego Polskiego Radia[2]:
  - Franciszek Walicki
  - Krzysztof Popek